# The Gifted (phim truyền hình Thái Lan)
The Gifted (tiếng Thái: The Gifted – นักเรียนพลังกิฟต์; RTGS: The Gifted – Nakrian Phalang Gift)  là bộ phim truyền hình Thái Lan phát sóng năm 2018, dựa trên bộ phim ngắn The Gifted (2015) và tiểu thuyết The Gifted của Dhammarong Sermrittirong (SandOtnim). Bộ phim kể về một học sinh được chọn vào một lớp học đặc biệt, bí mật, nơi học sinh được đào tạo để khám phá và phát triển năng lực tiềm ẩn của mình.
Được sản xuất bởi GMMTV và Parbdee Taweesuk, bộ phim được phát sóng trên One 31 và LINE TV
từ ngày 5 tháng 8 năm 2018 đến ngày 4 tháng 11 năm 2018 và nhận được xếp hạng cao nhất trong số các phim tuổi teen năm đó ở Thái Lan. Phần tiếp theo của bộ phim, The Gifted: Graduation, đã được phát sóng vào tháng 9 năm 2020.

## Nội dung
Ở trường trung học Ritdha có một hệ thống phân cấp lớp học dựa trên điểm số của các học sinh, lớp càng cao thì càng được hưởng nhiều đặc quyền. Pang, nhân vật chính, là một học sinh lớp 10 thuộc lớp VIII, lớp thấp nhất trong hệ thống cấp bậc và gần như không có cơ hội được thăng cấp. Mọi chuyện bắt đầu khi Pang tham dự kỳ thi xếp lớp của trường, đây là một cơ hội cho các học sinh lớp thấp được thăng lớp lên lớp cao hơn. Và Pang được thăng lên lớp Gifted - lớp đặc biệt nhất, đứng đầu toàn trường, mỗi khóa chỉ có một số ít các học sinh được gia nhập. Sau khi học tại lớp một thời gian, Pang cảm thấy có điều gì đó kỳ lạ về lớp Gifted. Cậu và các học sinh lớp Gifted đã khám phá ra những năng lực tiềm ẩn bên trong họ, đây chính là một trong số những bí mật của lớp Gifted.
Pang và các học sinh Gifted khác phải trải qua một quá trình để phát triển năng lực bản thân, khám phá bí mật đằng sau lớp Gifted và dỡ bỏ hệ thống phân cấp lớp học đang gây ra nhiều sự bất công giữa các học sinh trong trường qua nhiều thế hệ.

## Diễn viên

### Diễn viên chính
- Korapat Kirdpan (Nanon) vai Pawaret Sermrittirong (Pang)

Lớp trưởng lớp Gifted, được thăng lớp từ lớp VIII và trở thành học sinh đầu tiên của lớp này được thăng lên lớp Gifted. Năng lực của Pang là điều khiển người khác thông qua tiếp xúc và cảm nhận nhịp tim đối phương. Trong lớp, cậu chơi thân với Namtarn và Ohm. Pang trở thành lớp trưởng lớp Gifted sau kỳ thi giữa kỳ và được Hiệu trưởng Supot chỉ định thay thế Wave. Ban đầu cậu và Wave là kẻ thù không đội trời chung, tuy nhiên sau đó cậu đã hợp tác với Wave trong cuộc chiến chống lại Hiệu trưởng và hai người dần trở thành những người bạn thân thiết nhất.
- Wachirawit Ruangwiwat (Chimon) vai Wasuthorn Worachotmethee (Wave)

Học sinh lớp Gifted, được thăng lớp từ lớp I. Wave là học sinh đầu tiên của lớp Gifted tìm ra năng lực của mình, đó là điều khiển các thiết bị điện tử thông qua tiếp xúc, năng lực này dựa trên sự hiểu biết về toán học và tin học của cậu. Sau khi lớp trưởng đầu tiên của lớp Gifted là Punn từ chức, Wave trở thành lớp trưởng nhưng sau kỳ thi giữa kỳ, Pang được Hiệu trưởng Supot chỉ định lên làm lớp trưởng. Wave có tính cách kiêu ngạo, luôn ghen tị với các học sinh khác nếu như người đó vượt qua mình. Sự đố kỵ quá mức của cậu bắt nguồn từ việc cậu từng bị cô Nara, một giáo viên ở trường cũ đã lợi dụng tài năng của cậu để hoàn thành luận văn thạc sĩ. Trong lớp, Wave và Pang là đối thủ và Wave vô cùng ghét Pang, nhưng sau này cả hai hợp tác để chống lại Hiệu trưởng và dần dần trở thành những người bạn thân thiết nhất.
- Apichaya Thongkham (Lilly) vai Chayanit Prachkarit (Namtarn)

Học sinh lớp Gifted, được thăng lớp từ lớp I. Năng lực của Namtarn là biết được quá khứ của một người hoặc đồ vật thông qua tiếp xúc, năng lực này dựa trên tính tò mò của cô. Tuy nhiên, Namtarn lại mắc bệnh cao huyết áp bẩm sinh nên mỗi khi sử dụng năng lực quá mức cô sẽ bất tỉnh. Trong lớp, Namtarn chơi thân với Pang và Ohm, đồng thời cũng là người đầu tiên trong lớp biết về quá khứ của Wave.
- Harit Cheewagaroon (Sing) vai Wichai Sai-Ngern (Ohm)

Học sinh lớp Gifted, được thăng lớp từ lớp II. Ohm là con người năng động và sôi nổi, chơi thân với Pang và Namtarn. Năng lực của cậu là khiến cho một người hoặc một vật bất kỳ biến mất và đem chúng trở lại bằng suy nghĩ, năng lực này dựa trên tính hay quên và làm mất đồ của cậu. Tác dụng phụ của năng lực này là mỗi khi sử dụng Ohm sẽ bị chảy máu cam.
- Ramida Jiranorraphat (Jane) vai Irin Jaratpun (Claire)

Học sinh lớp Gifted, được thăng lớp từ lớp I, đồng thời là thành viên của câu lạc bộ Kịch. Năng lực của Claire là nhìn thấy cảm xúc của người khác thông qua màu sắc khác nhau, bao gồm: màu đỏ - tức giận, màu lam - buồn bã, màu vàng - tự tin, màu cam - hạnh phúc, màu hồng - tình yêu, màu lục - ghen tị, màu tím - sợ hãi. Năng lực này dựa trên đam mê diễn xuất của Claire. Tác dụng phụ của năng lực này là nếu sử dụng quá nhiều cô sẽ bị mỏi mắt. Claire là người yêu của Punn và là bạn thân của Korn.
- Atthaphan Phunsawat (Gun) vai Punn Taweesilp

Học sinh lớp Gifted, được thăng lớp từ lớp I. Punn từng là lớp trưởng lớp Gifted, nhưng sau kỳ thi Học thuật cậu đã xin từ chức. Năng lực của Punn là sao chép và sử dụng thành thạo tất cả các kỹ năng và kiến thức thông qua việc xem hoặc nghiên cứu về nó, năng lực này dựa trên sự cầu toàn và luôn muốn học hỏi của cậu. Tuy nhiên, tác dụng phụ của năng lực này là khiến cho Punn bị rối loạn đa nhân cách, trong Punn có 5 nhân cách khác nhau, bao gồm: nhân cách thật, nhân cách lãnh đạo, nhân cách hoang tưởng, nhân cách hiếu chiến và nhân cách tự thương tổn bản thân mình. Ngoài ra Punn còn là người yêu của Claire.
- Pattadon Janngeon (Fiat) vai Thanakorn Gorbgoon (Korn)

Học sinh lớp Gifted, được thăng lớp từ lớp I. Năng lực của Korn cho đến hết phần 1 vẫn là một ẩn số, chỉ biết rằng cậu có thể không ngủ nghỉ trong nhiều ngày liền mà không hề cảm thấy mệt mỏi. Korn ban đầu thầm thương trộm nhớ cô bạn thân Claire, nhưng cô đã từ chối tình cảm của cậu. Korn có sở thích chụp ảnh và điều này đã dẫn cậu tới với Koi, một cô bạn thuộc câu lạc bộ Truyền thông, nhưng thực chất Koi chỉ lợi dụng cậu nhằm khám phá bí mật về lớp Gifted.
- Napasorn Weerayuttvilai (Puimek) vai Patchamon Pitiwongkorn (Mon)

Học sinh lớp Gifted, được thăng lớp từ lớp II. Mon còn là thành viên của câu lạc bộ Võ thuật và có tình cảm với Art, chủ tịch câu lạc bộ. Năng lực của Mon là giúp cô trở nên nhanh nhẹn hơn, khéo léo hơn và phối hợp ăn ý hơn khi chiến đấu, năng lực này được dựa trên đam mê thể thao của cô. Tuy nhiên, tác dụng phụ của năng lực này là một khi vận động nhiều, Mon sẽ tiết ra mồ hôi có chứa chất pheromone, nếu ai tiếp xúc với nó sẽ trở nên điên loạn và bạo lực hơn.
- Chatchawit Techarukpong (Victor) vai thầy Porama Wongrattana (Pom)

Giáo viên phụ trách lớp Gifted, đồng thời là cựu học sinh Gifted khóa thứ 3 của trường. Năng lực của anh là điều khiển não bộ và xóa ký ức của người khác bằng cách đưa người đó vào trạng thái thôi miên bằng máy đếm nhịp và búng tay, năng lực này dựa trên khả năng ghi nhớ tốt của anh. Pom cũng có thể vừa xóa vừa tự khôi phục ký ức của bản thân. Năng lực của Pom được Hiệu trưởng Supot sử dụng để xóa ký ức của những học sinh có liên quan hoặc biết về bí mật của lớp Gifted.
- Chayapol Jutamas (AJ) vai Chanuj Saeliu (Jack) và Chayakorn Jutamas (JJ) vai Chanet Saeliu (Joe)

Hai học sinh sinh đôi của lớp Gifted, được thăng lớp từ lớp III. Jack và Joe có khả năng đồng bộ, nghĩa là nếu người này cảm nhận được điều gì thì người kia cũng sẽ cảm nhận được y như vậy.
- Katreeya English (Kat) vai Ladda Ngamkul

Quản sinh của trường trung học Ritdha. Ladda là người nghiêm khắc trong trường và được các học sinh xem là một người ghê gớm do cô hay phạt các học sinh theo các cách rất nghiêm khắc.
- Wanchana Sawasdee (Bird) vai Hiệu trưởng Supot Chueamanee

Hiệu trưởng trường trung học Ritdha, người lập ra lớp Gifted. Hiệu trưởng Supot cho rằng, trong xã hội này, kẻ mạnh sẽ dẫn dắt kẻ yếu và quan điểm này được thể hiện rõ thông qua hệ thống phân cấp lớp học của trường. Ông lập ra lớp Gifted nhằm tìm ra và bồi dưỡng những học sinh có năng lực tiềm ẩn. Năng lực của ông giống như Pang nhưng mạnh hơn, vì điều này mà ông không thể sử dụng năng lực với Pang và ngược lại.

### Diễn viên phụ
- Wanwimol Jaenasavamethee (June) vai Rawin Boonrak (Koi)

Học sinh lớp III và là người quay phim của câu lạc bộ Truyền thông. Sau khi bạn của cô, Mamuang, trở nên điên loạn do pheromone của Mon, cô đã quyết định tìm hiểu về bí mật của lớp Gifted và sẽ phơi bày bí mật ấy cho toàn trường được biết. Koi đã khiến Korn thích mình nhằm hoàn thành kế hoạch nhưng thất bại.
- Pumipat Paiboon (Prame) vai Pakorn Meechoke (Nack)

Học sinh lớp I, đồng thời là thành viên câu lạc bộ Võ thuật. Cậu từng là bạn cùng phòng và bạn thân nhất của Pang. Nack có mong muốn được gia nhập lớp Gifted, nhưng sau kỳ thi xếp lớp, thấy Pang được gia nhập trong khi Pang vốn học kém hơn mình, cậu cho rằng Pang đã lợi dụng cậu nhằm thi đỗ vào lớp Gifted. Kể từ đó, cậu và Pang cắt đứt quan hệ.
- Suthita Kornsai vai Mamuang

Phóng viên của blog tin tức trong trường.
- Pumrapee Raksachat vai Folk

Học sinh lớp VII, từng là bạn thân và bạn cùng lớp của Ohm, người bị Ohm vô tình làm biến mất.
- Duangkamol Sukkawatwiboon vai Chayanee Prachkarit

Mẹ Namtarn
- Praeploy Oree vai Pangrum

Thành viên của câu lạc bộ Kịch. Bề ngoài coi Claire là bạn nhưng thực ra luôn luôn nói xấu sau lưng cô, là chủ mưu vụ hãm hại Claire bằng clip tiết lộ quá khứ của cô để tranh đoạt vị trí diễn viên chính của vở kịch.
- Chatchanut Prapaweewattananon vai Best

Chủ tịch và đạo diễn sân khấu của câu lạc bộ Kịch.
- Thanakorn Ponwannapongsa vai Fluk

Thành viên của câu lạc bộ Kịch.
- Manatchaya Phutthakao vai Chaem

Thành viên và nhà thiết kế trang phục của câu lạc bộ Kịch.
- Thongchai Pimapansree vai Art

Chủ tịch câu lạc bộ Võ thuật và là người Mon thầm thích.
- Rapee Pattanacharoen vai Duke

Người xin vào câu lạc bộ Võ thuật nhưng đã bị đuổi vì là kẻ biến thái hay trộm áo ngực. Cậu đã vô tình ném chiếc khăn mà Mon đã sử dụng lên thiết bị điều hòa không khí khiến cả câu lạc bộ Võ thuật trở nên điên loạn.
- Tipnapa Chaipongpat vai Jane

Thành viên của câu lạc bộ Võ thuật. Cô là người đầu tiên tiếp xúc với pheromone của Mon.

### Diễn viên khách mời
- Supakan Benjaarruk (Nok) vai Nicha Kannula

Học sinh Gifted đầu tiên. Nicha sở hữu kháng thể có thể ngăn chặn mọi mầm bệnh, làm cho cơ thể cô kháng lại tất cả các bệnh do vi-rút, vi khuẩn gây ra. Năng lực này dựa trên niềm đam mê Hóa học của cô. Cơ thể cô cũng có thể kháng lại các loại độc tố, điều này đã cứu cô khỏi âm mưu đầu độc của Wipawee - bạn cùng lớp và cùng tham gia nghiên cứu với cô. Nicha đã vô tình đẩy ngã Wipawee từ trên sân thượng. Vụ án này đã trở thành chủ đề cho kỳ thi giữa kỳ của lớp Gifted.
- Nattamon Thongchiew vai Wipawee Suwannaparn

Bạn cùng lớp và cùng nghiên cứu với Nicha, người đã đầu độc Nicha và toàn bộ học sinh, giáo viên trong trường. Wipawee bị cô Ladda bắt và xảy ra xô xát với Nicha trên sân thượng của trường rồi bị Nicha vô tình đẩy ngã.
- Jirakit Thawornwong (Mek) vai Chanon Taweepong

Bạn cùng khóa với thầy Pom trong lớp Gifted khóa 3 và là học sinh Gifted đầu tiên bị trục xuất khỏi lớp Gifted. Chanon có khả năng tính toán với độ chính xác cao, dựa trên niềm đam mê của anh với Đại cương khoa học vũ trụ. Anh cố gắng vạch trần thí nghiệm nguy hiểm của Hiệu trưởng Supot về khả năng điều khiển trí nhớ của Pom bằng cách sử dụng các học sinh (từ các lớp thấp hơn) làm đối tượng nghiên cứu. Để tránh kéo theo Pom vào vụ việc này, anh đã thay tên của Pom trong hồ sơ bằng tên của mình. Theo lệnh của Hiệu trưởng, trí nhớ của Chanon đã bị Pom xóa mà không biết về sự hy sinh của anh dành cho mình. Sau vụ việc, hồ sơ của Chanon đã bị xóa khỏi hồ sơ lớp Gifted nhưng đã được Namtarn dùng năng lực hồi phục lại. Điều này dẫn đến việc Namtarn (sau đó là Pang và Wave) điều tra về bí ẩn đằng sau lớp Gifted.
- Rangsiwut Chalopathump vai GS.TS. Premchai Taweesilp

Bố của Punn và là Phó Bí thư thường trực Bộ Giáo dục Thái Lan.
- Sarunthorn Klaiudom vai cô Nara Narathawi

Giáo viên ở trường cũ của Wave. Cô Nara đã truyền cảm hứng cho Wave để cậu phát triển tài năng toán học và tin học của mình. Cô đã thuyết phục Wave tham gia cuộc thi nghiên cứu và rồi cướp đi luận văn của cậu. Sau này cô bị đuổi việc vì Wave tung bằng chứng cô đã mua bằng tốt nghiệp. Sự lợi dụng của cô đã khiến Wave trở thành một con người kiêu ngạo và có tình đố kỵ quá mức với các học sinh khác.

## Danh sách tập phim
| TT. | Tiêu đề  | Đạo diễn                 | Ngày phát sóng gốc   |
| --- | -------- | ------------------------ | -------------------- |
| 1 | "Tập 1"  | Patha Thongpan           | 5 tháng 8 năm 2018   |
| Pang, một học sinh yếu kém của lớp VIII đã thi đỗ vào lớp Gifted, lớp đứng đầu trường. Cậu không tin được điều này và đã xảy ra mâu thuẫn với bạn thân Nack, người học lớp I và mong muốn được đỗ lớp Gifted. Wave đã tìm ra năng lực của mình và biết được bí mật đầu tiên của lớp Gifted.                                                               |          |                          |                      |
| 2 | "Tập 2"  | Dhammarong Sermrittirong | 19 tháng 8 năm 2018  |
| Hiệu trưởng Supot giải thích cho học sinh Gifted về bản chất của lớp Gifted. Các học sinh Gifted lần lượt chia sẻ cho cả lớp về năng lực của mình. Ohm đã tìm ra năng lực của mình và vô tình làm Folk - người bạn cùng lớp cũ - biến mất. Sau đó, Pang và Namtarn cùng giúp Ohm tìm cách đưa Folk trở về.                                                |          |                          |                      |
| 3 | "Tập 3"  | Waasuthep Ketpetch       | 26 tháng 8 năm 2018  |
| Pang và Namtarn phát hiện có điều bất thường trong hồ sơ của các học sinh Gifted khóa trước. Namtarn đã dùng năng lực của mình để tìm hiểu về việc một học sinh Gifted khóa 3 đã đột nhiên thôi học. Tuy nhiên do sử dụng năng lực quá mức nên bệnh cao huyết áp của cô tái phát và cô đã bất tỉnh.                                                       |          |                          |                      |
| 4 | "Tập 4"  | Dhammarong Sermrittirong | 2 tháng 9 năm 2018   |
| CLB Kịch đang tập diễn một vở kịch. Claire bị một kẻ nặc danh đe dọa sẽ tung clip nhạy cảm của mình lên mạng xã hội, khiến cô lo lắng mình sẽ bị mất vai diễn, hơn nữa là đánh mất người yêu Punn. Claire dùng năng lực để truy tìm thủ phạm và phát hiện ra, hung thủ là người của CLB Kịch.                                                             |          |                          |                      |
| 5 | "Tập 5"  | Waasuthep Ketpetch       | 9 tháng 9 năm 2018   |
| Lớp trưởng lớp Gifted Punn đã tham gia tất cả các môn thi trong cuộc thi Học thuật giữa các trường. Bằng năng lực của mình, cậu đã thắng hầu hết các cuộc thi. Tuy nhiên, do sử dụng năng lực quá mức đã khiến Punn bị rối loạn đa nhân cách và định tự tử. Claire đã cứu Punn, sau sự việc này Punn xin từ chức lớp trưởng.                              |          |                          |                      |
| 6 | "Tập 6"  | Dhammarong Sermrittirong | 16 tháng 9 năm 2018  |
| Sau khi Punn từ chức lớp trưởng, Wave trở thành lớp trưởng mới. Cậu đề xuất một số hình phạt đối với các học sinh vẫn chưa tìm được năng lực của mình. Các thành viên của câu lạc bộ Võ thuật trở nên điên loạn khiến Mon và Art phải hợp sức chống lại. Pang đã tìm ra năng lực của mình khi vô tình sử dụng lên Nack.                                   |          |                          |                      |
| 7 | "Tập 7"  | Waasuthep Ketpetch       | 23 tháng 9 năm 2018  |
| Koi, thành viên của câu lạc bộ Truyền thông, muốn tìm hiểu về bí mật của lớp Gifted. Cô tiếp cận và lợi dụng Korn nhằm lấy thông tin. Claire đã cố căn ngăn nhưng không thành, Korn đã đem bí mật của lớp Gifted nói cho Koi. Tuy nhiên, Pang, Wave và Claire đã ngăn chặn kịp thời khi Koi chuẩn bị tung tin lên mạng.                                   |          |                          |                      |
| 8 | "Tập 8"  | Patha Thongpan           | 30 tháng 9 năm 2018  |
| Kỳ thi giữa kỳ đã bắt đầu, lớp Gifted nhận được một đề thi khác so với các lớp còn lại: điều tra về một vụ án mạng đã từng xảy ra tại trường. Người đứng đầu kỳ thi là Wave với điểm số cao nhất. Thế nhưng hôm sau, Pang đã tìm ra thêm manh mối về vụ án, giúp cậu vuơn lên giành hạng nhất trong kỳ thi lần này.                                       |          |                          |                      |
| 9 | "Tập 9"  | Jarupat Kannula          | 7 tháng 10 năm 2018  |
| Hồ sơ mất tích, văn phòng giáo vụ bị lục soát, dụng cụ trong kho bị đánh cắp. Thầy Pom cùng lớp Gifted nghi rằng Wave đứng sau vụ náo loạn này. Khi Namtarn nói chuyện với Wave, cô đã biết được quá khứ đau thương của Wave. |          |                          |                      |
| 10 | "Tập 10" | Jarupat Kannula          | 14 tháng 10 năm 2018 |
| Tính cách kiêu ngạo, ghen ghét quá mức của Wave bắt nguồn từ quá khứ đau thương khi xưa. Vì để thua Pang trong kỳ thi giữa kỳ, cậu quyết tâm chứng minh bản thân là người giỏi nhất bằng cách ngầm kích động bạo lực trong trường và tung tin về bí mật của lớp Gifted. Các học sinh lớp Gifted đã phải phối hợp với nhau để ngăn chặn Wave.              |          |                          |                      |
| 11 | "Tập 11" | Dhammarong Sermrittirong | 21 tháng 10 năm 2018 |
| Mon và Korn xin rút khỏi lớp Gifted và được thầy Hiệu trưởng chấp nhận. Thầy Pom bị khiến trách do không quản lý tốt học sinh. Cùng chung chí hướng lật đổ Hiệu trưởng, Pang và Wave đã bắt tay hòa giải và cùng nhau lập kế hoạch chống đối, nhưng việc này không hề dễ dàng chút nào.                                                                   |          |                          |                      |
| 12 | "Tập 12" | Patha Thongpan           | 28 tháng 10 năm 2018 |
| Khi các học sinh lớp Gifted đang làm bài kiểm tra cuối kỳ, Pang và Wave đi tìm chứng cứ để lật đổ thầy Hiệu trưởng Supot. Thầy Pom biết được và ra sức ngăn cản, nhưng sau đó thầy đã khôi phục được trí nhớ đã từng bị chính mình xóa đi. |          |                          |                      |
| 13 | "Tập 13" | Patha Thongpan           | 4 tháng 11 năm 2018  |
| Trong buổi họp với Bộ Giáo dục, với sự giúp đỡ của Wave, Pang đã phơi bày sự thật về lớp Gifted và việc lợi dụng học sinh để làm các thí nghiệm nguy hiểm của Hiệu trưởng cho Bộ được biết. Tuy nhiên, kế hoạch của họ đã thất bại và Pang bị xóa ký ức, trở về làm một học sinh lớp VIII bình thường. Nhưng thực ra, mọi chuyện vẫn chưa dừng lại ở đây. |          |                          |                      |

## Sản xuất
The Gifted là bộ phim dựa trên bộ phim ngắn cùng tên của Dhammarong Sermrittirong đã được trình chiếu tại liên hoan phim 2015 của Khoa Nghệ thuật Truyền thông, Đại học Chulalongkorn. Dhammarong cũng chuyển thể bộ phim ngắn đó thành một cuốn tiểu thuyết, viết dưới bút danh Sandotnim, trước khi nó được GMMTV và Parbdee Taweesuk chọn để chuyển thể thành phim truyền hình. Dhammarong là đạo diễn phim cùng với Patha Thongpan, Waasuthep Ketpetch và Jarupat Kannula. Bộ phim đã được GMMTV công bố vào ngày 1 tháng 2 năm 2018.

## Phát sóng và đón nhận
The Gifted ban đầu được phát sóng vào 22:00, Chủ nhật trên One31, từ ngày 5 tháng 8 đến ngày 4 tháng 11 năm 2018. Nó cũng được phát sóng trực tuyến qua LINE TV sau khi đã phát sóng trên TV lúc 23:00 cùng ngày. Bộ phim cũng được phát lại vào 22:45, thứ Hai và thứ Ba trên GMM 25 bắt đầu từ ngày 25 tháng 2 năm 2020.
Bộ phim đã nhận được những phản hồi tích cực, liên tục có mặt trên top trending của Twitter Thái Lan trong suốt thời gian phát sóng. Bộ phim đã đạt lượng rating là 0.7, cao nhất trong số các bộ phim tuổi teen Thái Lan trong năm đó.
Hai bài hát nhạc phim đã được phát hành là: "Lutphon" (หลุดพ้น) - Q (Suveera Boonrod)  và "Mai Mi Khamsanya" (ไม่มีคำสัญญา) - Chart (Suchart Saeheng) 
Phần tiếp theo của bộ phim mang tên The Gifted: Graduation đã được công bố vào ngày 15 tháng 10 năm 2019. Trong đó, hầu hết các diễn viên cũ sẽ tiếp tục đảm nhận vai diễn của họ. Phần tiếp theo đã được phát sóng vào ngày 6 tháng 9 năm 2020.

## Giải thưởng
| Năm  | Giải thưởng                                       | Thời gian diễn ra        | Hạng mục                        | Người nhận                   | Kết quả   | Ref.          |
| ---- | ------------------------------------------------- | ------------------------ | ------------------------------- | ---------------------------- | --------- | ------------- |
| 2019 | LINE TV Awards                                    | Ngày 12 tháng 2 năm 2019 | Best Fight Scene                | Atthaphan Phunsawat (Gun)    | Đoạt giải | [ 10 ]        |
| 2019 | 25th Shanghai Television Festival Magnolia Awards | 14 tháng 6 năm 2019      | Best Foreign TV Series/Serial   | The Gifted                   | Đề cử     | [ 11 ]        |
| 2019 | 10th Nataraja Awards                              | Ngày 21 tháng 7 năm 2019 | Best Cinematography             | Wongwattana Chunhavuttiyanon | Đề cử     | [ 12 ]        |
| 2019 | 24th Asian Television Awards                      | 11 tháng 1 năm 2020      | Best Actor in a Leading Role    | Korapat Kirdpan (Nanon)      | Đề cử     | [ 13 ] [ 14 ] |
| 2019 | 24th Asian Television Awards                      | 11 tháng 1 năm 2020      | Best Actor in a Supporting Role | Atthaphan Phunsawat (Gun)    | Đoạt giải | [ 13 ] [ 14 ] |
| 2019 | 24th Asian Television Awards                      | 11 tháng 1 năm 2020      | Best Original Screenplay        | The Gifted                   | Đề cử     | [ 13 ] [ 14 ] |

## Phát sóng tại nước ngoài
- Philippines - The Gifted đã được mua bản quyền bởi GMA Network, là một phần của loạt dự án được đặt mua trong năm 2021 cho khối GMA The Heart of Asia.[15][16] GMA đã phát sóng bản rút gọn của bộ phim bắt đầu từ ngày 24 tháng 5 năm 2021 đến ngày 12 tháng 6 năm 2021, lúc 11:00 (PST) từ thứ Hai đến thứ Sáu và lúc 10:45 (PST) thứ Bảy.[17] Ca khúc nhạc phim chính thức của bản phát sóng mang tên Gising Na ("Woke Up") thể hiện bởi ban nhạc Philippines Kilos.[18] Theo kết quả đo lường thị hiếu khán giả truyền hình toàn quốc của AGB Nielsen Philippines, tập thử nghiệm của The Gifted đã đạt rating 16,6%.[19]